# 黎吉重李

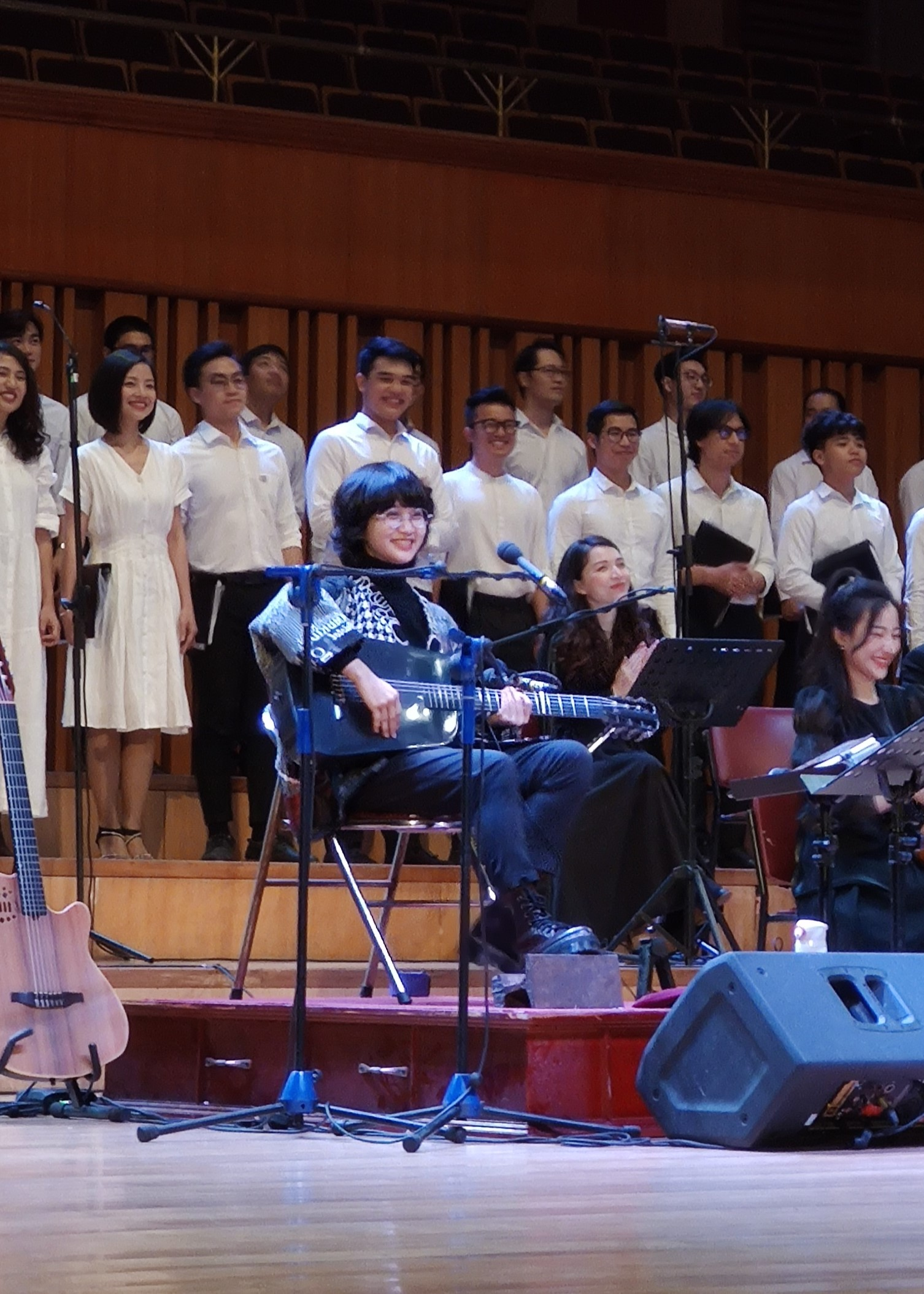

黎吉重李（越南语：／，1987年8月24日—），越南峴港人，自由女歌手。父親為歌手，母親為老師。2006年前往胡志明市，學習小提琴、中提琴並開始創作歌曲。2011年發佈首張同名專輯《黎吉重李》。黎氏善於將流行音樂與西原地区的民族音樂相結合，曲風獨樹一幟。

## 姓名來由
黎吉重李的名字比較特殊。一些越南媒體對華報道時，往往根據國語字音譯而誤作“黎吉仲理”、“黎葛仲理”等。根據黎氏本人的講述，應作如下解釋：
- 黎：父親的姓氏。
- 吉：吉祥、吉人之意。
- 重：敬重、珍重之意。
- 李：祖母的姓氏。

## 個人網站
- 黎吉重李的Facebook專頁